# Miniopterus pusillus
Miniopterus pusillus är en fladdermusart som beskrevs av George Edward Dobson 1876. Miniopterus pusillus ingår i släktet Miniopterus och familjen läderlappar. IUCN kategoriserar arten globalt som livskraftig. Inga underarter finns listade i Catalogue of Life.
Arten förekommer med flera från varandra skilda populationer i södra och sydöstra Asien från Indien och Nepal till Timor och Seram. Den lever i låglandet och i bergstrakter upp till 1200 meter över havet. Habitatet varierar mellan skogar och jordbruksmark.
Flera hanar och honor bildar medelstora till stora kolonier som enligt en studie har upp till 700 medlemmar. De använder grottor, bergssprickor, vägtrummor och trädens håligheter som viloplats.
Denna fladdermus blir 45 till 48 mm lång (huvud och bål), har en 40 till 48 mm lång svans och 39 till 42 mm långa underarmar. Den mörkbruna pälsen är något ljusare än hos Schreibers fladdermus (Miniopterus schreibersii). Pälsen täcker delvis den del av flygmembranen som ligger mellan bakbenen. Artens nos är ganska långsträckt.